# Marco Masi (sceneggiatore)
Marco Masi (Roma, 2 aprile 1934) è uno sceneggiatore e regista italiano.

## Filmografia

### Regista
- Cadavere a spasso (1965)
- C'era una volta un gangster (1969)
- Il seme di Caino (1972)
- Il demonio nel cervello (1976)
- L'autuomo (1984)

### Sceneggiatore
- Quarta parete regia di Adriano Bolzoni (1968)
- Vamos a matar Sartana regia di George Martin e Mario Pinzauti (1971)